# Секул Крумов
Секул Крумов Марков е български скулптор и педагог.

## Биография
Роден е на 14 август 1922 г. в пернишкото село Витановци. През 1942 г. е изключен от гимназията в Перник за конспиративна дейност, осъден и интерниран през 1943 г. в концентрационните лагери в с. Гиген и в Св. Врач. Член на БКП от 1945 г. От 1945 до 1949 г. е студент по скулптура в Художествената академия в София в класа на проф. Иван Фунев. През 1949 г. специализира мраморни техники в скулптурата в Художествената академия в гр. Карара, Италия при проф. Данте Изопи.
Дългогодишен преподавател във Висшия институт за изобразителни изкуства „Николай Павлович“. Хоноруван асистент (1961), преподавател по скулптура (1964), доцент (1966), професор (1970). От юни 1968 до юли 1976 г. е ректор на ВИИИ „Николай Павлович“. Сред неговите ученици са скулпторите Михаил Бенчев, проф. Михаил Енев, проф. Кънчо Аврамов, проф. Евгени Кузманов, Милан Андреев, Александър Хайтов, Димитър Рашков, Людмил Бонев, Кирил Матеев, Марин Марков и др.
Член е на СБХ от 1953 г. Секретар на секция скулптура (1966) и първи заместник-председател на Съюза на българските художници (1976 – 1985). Председател на Българската секция на ИНСЕА към ЮНЕСКО (1978 – 1980).
Депутат в Шесто, Седмо и Осмо народно събрание (1971 – 1986).
Умира през 2003 г.

## Творчество
Секул Крумов е скулптор монументалист, автор на паметници и мемориали, свързани с личности и събития от историята на България.
Първото му участие в Обща художествена изложба на СБХ е с фигуралната композиция „Към Балкана“ (1952), за която е награден с Димитровска награда. Следват участия в следващи общи художествени изложби – фигура „След боя“ (1953) – наградена от СБХ, „Глава на мъж“ (1964) – наградена от Министерство на културата, „Глава на строител“ (1964) – наградена от СБХ, „Бюст на Ленин“ (1966) – награден от СБХ. Участва в общи и окръжни изложби в страната и в представителни изложби на съвременното българско изкуство в Москва, Делхи, Пекин, Дрезден, Будапеща, Прага, Букурещ. През 1966 г. участва в Биеналето във Венеция, като един от изтъкнатите представители на съвременната българска скулптура.
През 1953 г. участва в изграждането на Паметника на Съветската армия в София в колектив на проф. Иван Фунев с композицията „Дружба“. Автор е на Паметник на Ленин в Перник (1957), Паметник на ятаците в с. Хубавене, Врачанско (1968), Паметник на Ленин в Сливен (1969), Паметник на Деспот Добротица в Добрич (1971), Мемориал „Априлци“ в Панагюрище (1976, съвместно с Димитър Даскалов и Величко Минеков), Паметник на Панайот Хитов в Сливен (1980), Мемориал „Георги Димитров и борбите на пернишките миньори“ в Перник (1982), Мемориал на антифашиста в с. Подгумер, Софийско (1984), Бюст паметник на Иван Фунев в София (1985), Паметник на Тодор Живков в Правец (2001) и др.
Негови творби са собственост на Националната художествена галерия в София, Софийската градска художествена галерия, Столична община, Музея на социалистическото изкуство в София, художествените галерии в Добрич, Перник, Сливен, Вършец и др.

### Творби
- Скулптура „Дружба“, Паметник на Съветската армия, София (1953)
- Бюст на Темелко Ненков, Перник (1956)
- Паметник „След боя“, НХГ (1953), Музей на социалистическото изкуство, София
- Паметник „Ленин“, завод „Стомана“, Перник (1957), Варна (1960)
- Бюст на Иван Гарванов, Перник (1958)
- Паметник на загиналите партизани, с. Горско Сливово (1958)
- Паметник „Към Балкана“, НХГ (1952), Трън, арх. Л. Лалова (1964)
- Паметник „Балванската битка“, с. Балван, арх. Стефан Матеев (1963)
- Скулптура „Стрелец“, Габрово, арх. Карл Кандулков (1965)
- Бюст на Алекси Рилец, (1965)
- Скулптура „Мечка“, горско стопанство, Боровец (1966)
- Паметник на ятаците, с. Хубавене, Враца, арх. Стойко Дончев (1968)
- Паметник „Ленин“, Сливен, арх. Неделчо Паскалев (1969)
- Скулптурни релефи „Робство“, „Поезия“, „Въстание“, Габрово, арх. Карл Кандулков (1969)
- Скулптура „Мъртва стачка“, Перник (1970)
- Паметник на Деспот Добротица – конна фигура и релеф, Добрич, арх. Иван Николов, Захари Йосифов (1971)
- Паметник „Ленин“, Габрово, арх. Иван Николов, Карл Кандулков (1974)
- Мемориален комплекс „Априлци“, колектив с Д. Даскалов, В. Минеков – „Райна княгина“ и „Робството“, Панагюрище, арх. Иван Николов, Богдан Томалевски (1976)
- Паметник на българския строител „Майстор Гига“, Червена могила, Радомир (1978)
- Паметник „Родината“, Царево, арх. Иван Николов (1978)– дарение от автора за общината
- Паметник на Панайот Хитов, Сливен, арх. Иван Николов, Захари Йосифов (1980)
- Мемориал „Георги Димитров и борбите на пернишките миньори“, Перник, арх. Иван Татаров, Тотю Тотев, Танко Серафимов (1982)
- Мемориал „На Антифашиста“, с. Подгумер, София, арх. Иван Николов (1984)
- Бюст на Иван Фунев, София (1985)
- Скулптура „Майстор Гига“, Трън (1985)
- Скулптура „Рада“, Радина чешма, Перник (1986) – дарение от автора за общината
- Паметник на Тодор Живков, Правец (2001)
- Самостоятелна изложба „Нашата демокрация“, сатирична пластика, БСП, София (1994)
- Самостоятелна изложба „In Memoriam“, НХА, София (2009)

## Награди и отличия
Лауреат на Димитровска награда (1953, 1976). Носител на ордените „Кирил и Методий“ II степен (1963), „За народна свобода“ (1968), „Народна република България“ II степен (1972) и „Георги Димитров“ (1976). Герой на социалистическия труд (1982). Народен художник (1974).